# 왕 그리고 황제
《왕 그리고 황제》는 매주 화요일 정이리이리가 다음 웹툰에서 연재하는 웹툰이다.

## 등장인물
고종
태종